# Kin-dsa-dsa!
Kin-dsa-dsa! (russisch Кин-дза-дза!) ist ein zweiteiliger Spielfilm von Giorgi Danelia, der vom Mosfilm-Filmstudio produziert wurde und am 1. Dezember 1986 in die Kinos kam. Das Genre des Films ist eine SciFi-philosophische Satire. Im Jahre 1986 war der Film an der 14. Stelle der sowjetischen Charts und hatte 15,7 Millionen Zuschauer. Der Film prägte die moderne russischsprachige Kultur und gilt als Kultfilm. Einige fiktive Wörter aus dem Film, wie Gravizapa, Pepelaz oder Tschatl sowie die vielen Zitate gingen in die Alltagssprache ein. 2013 erschien der Animationsfilm Ku! Kin-dsa-dsa als Remake.

## Handlung
Die Geschichte spielt auf dem Wüstenplaneten „Plük“ in der Galaxis „Kin-dsa-dsa“. Auf diesen Planeten kommen aus Versehen zwei Menschen aus der Sowjetunion, die sich vorher nicht kannten: Onkel Wowa, ein Vorarbeiter aus Moskau und „Der Geiger“, ein georgischer Student, nachdem sie Bekanntschaft mit einem außerirdischen Teleportierungsgerät gemacht haben. Der Film handelt von ihren Bemühungen, nach Hause zu finden.
Die Bewohner des Planeten Plük sehen menschlich aus. Ihre Technologie scheint primitiv, doch der Eindruck täuscht – sie sind in der Lage, interplanetare Reisen zu unternehmen. Ihre Kultur ist barbarisch und erinnert auf satirische Weise an die der Menschheit. Die Plükaner sind Telepathen, ihre eigene Sprache besteht normalerweise nur aus den zwei Wörtern „Ku“ und „Kü“ (das zweite ist ein Schimpfwort), doch mit Hilfe ihrer telepathischen Fähigkeiten gelingt es ihnen, sich innerhalb kurzer Zeit die Sprache der Fremdlinge anzueignen.
Die Gesellschaft der Plükaner ist in zwei Gruppen unterteilt: die der „Tschatlanen“ und die der „Pazaken“. Die Tschatlanen sind privilegiert, und die Pazaken müssen eine Fülle von Riten einhalten, um ihnen Respekt zu zollen. Der Unterschied zwischen den Pazaken und den Tschatlanen kann nicht erklärt werden und wird nur durch ein Handgerät, den „Wisator“, ermittelt.
Die einzige Gruppe, die Waffen („Transklükatoren“) benutzen darf, sind die „Ecilopen“. Der Anführer der Plükaner ist PG; er wird von allen ständig verehrt, ist in Wirklichkeit jedoch ein harmloses und dummes Wesen. Der Treibstoff auf Plük heißt „Luz“ und wird aus Wasser gewonnen. Die Wasservorräte des Planeten wurden vor langer Zeit zu Luz verarbeitet, deswegen ist Trinkwasser eine Kostbarkeit und kann nur aus Luz zurückgewonnen werden.
Ein Teil der Handlung basiert darauf, dass normale Streichhölzer, die sogenannten „KC“, sich auf Plük als extrem wertvoll erweisen.
Die dystopische Umgebung wird oft als allegorische Beschreibung der sowjetischen Gesellschaft interpretiert. Es wird angenommen, dass der Film nur aufgrund des hohen Ansehens des Regisseurs Giorgi Danelia erfolgreich das System der sowjetischen Zensur durchlaufen konnte.

## Wörterbuch der Plükanischen Sprache
- KC (ausgesprochen: "Kah-Zäh") – Streichholz
- Tschatl – Geld
- Zak – eine kleine Glocke auf der Nase, um den niedrigen Sozialstatus des Trägers zu demonstrieren
- Tentur und Antitentur – zwei entgegengesetzte Enden des Universums. Einige Planeten existieren in der Tentur, andere (einschließlich Erde) in der Antitentur.
- Pepelaz (aus dem georgischen „Pepela“ = Schmetterling) – interplanetares Raumschiff
- Gravizapa – eine Pepelaz-Komponente, die intergalaktische Reisen ermöglicht
- Zapa – ein Bestandteil vieler Maschinen, das wie eine rostige Schraubenmutter aussieht. Eine große Zapa ist eine wichtige Komponente eines Pepelaz, eine kleine Zapa Teil der Gravizapa; ohne die kleine Zapa funktioniert die Gravizapa nicht
- Kappa – Knopf oder Hebel
- Luz – Treibstoff für den Pepelaz, besteht aus Wasser
- Ecilopp (Anagramm bzw. Palindrom von „Police“) – Polizist
- Ezich (aus dem georgischen „Ziche“ = Gefängnis) – Kiste für einen Gefangenen; außerdem das Strafmaß, das die Gefangenschaft in einer solchen Kiste vorschreibt; außerdem das Gefängnis, das viele dieser Kisten enthält. Eine besonders schwere Strafe ist „Ezich mit Nägeln“
- Kü – ein gesellschaftlich akzeptiertes Schimpfwort
- Ku – alle anderen Wörter

## Trivia
- Laut Drehbuch hatte der Geiger nicht etwa Essig, sondern Tschatscha, einen georgischen Traubenschnaps, in seiner Tasche. Es wurde eine Szene des Gruppenbesäufnisses gefilmt (in dieser Szene wurde die komplette Bremsflüssigkeit des Pepelaz ausgetrunken). Weil Michail Gorbatschow gerade an die Macht in der Sowjetunion kam und eine Anti-Alkoholkampagne anfing, durfte man diese Szene im Film nicht behalten. Sie wurde herausgeschnitten, und Tschatscha wurde zu Essig umsynchronisiert.

## Video
Der Film wurde auf DS-Farbfilm gedreht (35 mm, Länge: 3693,4 m). Obwohl man für den Film hochwertiges Kodak-Filmmaterial bekommen hatte, beschlossen Regisseur Georgi Danelija und Kameramann Pawel Lebeschew, dass das Bild hart und körnig sein sollte, ohne Zwischentöne und mit kontrastreichen Schatten. Deswegen wurde der Kodak-Film an eine andere Filmgruppe abgegeben, und Kin-dsa-dsa! wurde auf sowjetischen DS-Tageslichtfilm gedreht.
Der Film wurde nach aufwendiger Restaurierung in Russland auf DVD veröffentlicht, ist außerhalb von Russland jedoch praktisch nicht erhältlich. Lange Zeit war der Film nirgendwo mit englischen Untertiteln verfügbar; erst 2005 veröffentlichte RUSCICO (Russian Cinema Council) eine Fassung im russischen Original und mit englischer und französischer Synchronisation sowie mit Untertiteln auf Englisch, Deutsch und vielen anderen Sprachen.
2021 wurde der Film in Russisch mit deutschen Untertiteln auf DVD und Blu-ray veröffentlicht.